# Neoribates insignificans
Neoribates insignificans är en kvalsterart som först beskrevs av Sandór Mahunka 1995.  Neoribates insignificans ingår i släktet Neoribates och familjen Parakalummidae. Inga underarter finns listade i Catalogue of Life.